# Ludwig Glauert
Ludwig Glauert (5 de mayo de 1879 – 1 de febrero de 1963)  fue un paleontólogo, herpetólogo y curador de museos brito-australiano.  Es conocido por su obra sobre fósiles mamíferos del Pleistoceno, y como curador de museo  jugando un papel importante en las ciencias naturales de Australia Occidental.
Glauert era nacido en Ecclesall, Sheffield, Inglaterra. Su padre Johann Ernst Louis Henry Glauert, comerciante y fabricante de cubiertos, y madre Amanda Watkinson. Se educó en Sheffield, en el Sheffield Royal Grammar School, en el Firth University College, y en la Technical School, estudiando geología, convirtiéndose, en 1900, en miembro de la Sociedad Geológica de Londres.
En 1908, con su esposa migraron a Perth, Australia Occidental, donde se unió al Servicio Geológico, como paleontólogo, trabajando en la organización de las colecciones del Museo de Australia Occidental.  
En 1910, se convirtió en parte del personal permanente del museo; y, en 1914 fue ascendido a Curador de geología y etnología. De 1909 a 1915, llevó a cabo trabajo de campo en cuevas del Margaret River, Australia Occidental, hallando fósiles de varias especies de extintos Monotremata y marsupiales en calizas del Pleistoceno.
Fue miembro del Western Australian Naturalists Club; y publicó regularmente en el West Australian Naturalist como también en las columnas de'The Naturalist' del Western Mail
Glauert falleció en Perth.

## Honores
- nombrado MBE en los Honores del Año Nuevo 1960.

### Eponimia
Varanus glauerti, una especie de Australian lagarto monitor se nombró en su honor.

### Galardones
- 1948 Medalla Australiana de Historia Natural

## Abreviatura (zoología)
La abreviatura Glauert  se emplea para indicar a Ludwig Glauert como autoridad en la descripción y taxonomía en zoología.

- Datos: Q1215297
- Especies: Ludwig Glauert